# Parkia reticulata
Parkia reticulata är en ärtväxtart som beskrevs av Adolpho Ducke. Parkia reticulata ingår i släktet Parkia och familjen ärtväxter. Inga underarter finns listade i Catalogue of Life.